# Maison Duchêne de Montignac
La maison Duchêne est une maison située à Montignac-Lascaux, en France.

## Localisation
La maison est située dans le département français de la Dordogne, sur la commune de Montignac-Lascaux, rue du 4 septembre.

## Historique
La maison Duchêne a été réalisée pour Jean Scalfer-Lagorce, homme de loi, maire de Montignac et juge de pays sous la Restauration, sur les plans de l'architecte parisien Jacques Molinos, entre 1797 et 1803.
Jean Scalfer-Lagorce a épousé en 1792 Jeanne Roux de Langlade, originaire de Montignac. De ce mariage sont nés sept enfants. Le dernier enfant, Jean-François-Adolphe, a hérité de la maison qu'il a vendu en 1862 à Joseph Duchêne, receveur des impôts. 
La maison a abrité un pensionnat de jeunes filles géré par la congrégation des sœurs de Nevers jusqu’en 1881. D'après l'abbé J. Marquay, dans Montignac-le-Comte, Montignac sur Vézère, Les éditions du Périgord noir, 1938, le traité de fondation du pensionnat prévoyait que « son produit net » devrait être reversé aux pauvres. En 1835, le pensionnat faisait un bénéfice de 2 482 francs sur un chiffre d'affaires de 7 733 francs.
La maison a été achetée par la municipalité en 1876. La maison a alors conservé le nom de son dernier propriétaire privé. La maison a alors abrité une école maternelle et des logements locatifs. Une école de filles républicaine est établie dans la maison en 1881. L'école de filles est transférée dans d'autres locaux en 1937. L'école maternelle y est restée jusqu'en 2009.

## Protection
L'édifice est inscrit au titre des monuments historiques par arrêté du 12 décembre 2011.

## Description

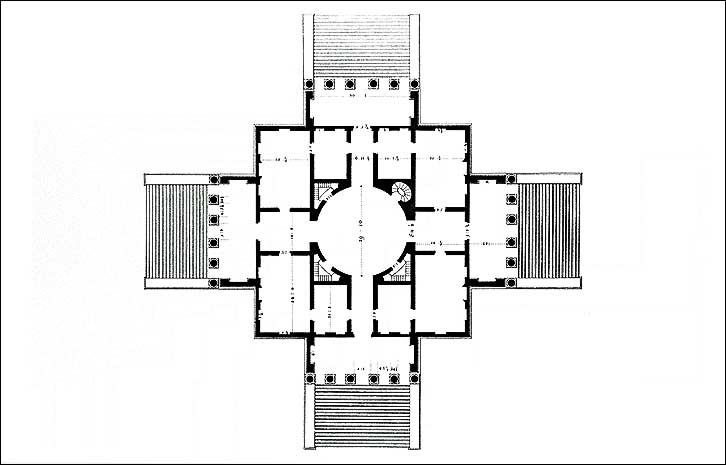
Plan de la villa Rotonda

Jacques Molinos admirait l'architecte italien Andrea Palladio a dessiné un édifice néoclassique inspiré de la villa Rotonda. La bibliothèque de Molinos comprenait quatre éditions des Quatre Livres de l'architecture.
La maison est bâtie sur un plan carré et comporte deux niveaux. Les pièces sont disposées autour d’une pièce centrale circulaire abritant un escalier à deux volées qui dessert une galerie circulaire distribuant les chambres et les salons surmontée d’une coupole supportée par 16 colonnes. La façade principale de la maison comporte un péristyle avec colonnes d’inspiration dorique supportant une terrasse, terminé sur les deux côtés par des avant-corps. Les façades des autres côté de la maison sont décorées de colonnes doriques engagées. La maison est surmontée d'un toit mansardé à quatre pans.